# Jack Harlow
Jackman Thomas Harlow (Shelbyville, Shelby megye, 1998. március 13. –) egy amerikai rapper, aki a Generation Now kiadóval van szerződtetve. Ő az alapítója a Private Gardennek. Első sikerét a 2020-as Whats Poppin kislemeze hozta meg neki, amely második helyig jutott a Billboard Hot 100-on. Első stúdióalbuma, a Thats What They All Say 2020. december 11-én jelent meg és ötödik helyen debütált a Billboard 200-on.

## Korai évek
Harlow 1998. március 13-án született Shelbyville, Kentuckyban. Maggie Harlow (született: Payette) üzletasszony és Brian Harlow gyermeke, egy farmon nőtt fel. Felmenői franciák és írek. Gyerekként Louisvillebe költözött családjával, majd 12 évesen kezdett rappelni. Ő és barátja, Copeland Guitar Hero-mikrofonokat használtak és egy laptopot használtak, hogy felvegyenek dalokat. Rippin' and Rappin' című CD-jüket iskolájukban árulták. Hetedik osztályos korában kapta meg első profi mikrofonját és elkészítette első mixtape-jét, a Extra Creditet, a Mr. Harlow név alatt. Ezt követően megalapította a Moose Gang zenei csoportot barátaival. Ebben az időszakban elkészített még két mixtape-et, amelyek végül nem jelentek meg: a Moose Gang és a Music for the Deaf.

## Karrier
2015 novemberében Jack Harlow kiadta első középlemezét, a The Handsome Harlowt. Gill Holland sonaBLAST! kiadóján keresztül jelent meg. Középiskolás korában gyakran játszott teltházas koncerteken Louisville-ben. Ugyanebben az évben, márciusban a nyitófellépő volt Vince Staples koncertjén a városban.
2016 júniusában, alig egy hónappal érettségit követően, kiadta az 18 mixtape-et, amely az első album volt saját kiadójának, a Private Gardennek diszkográfiájában. Az azonos nevű zenei csoport tagjai voltak Ace Pro, 2forwOyNE, Shloob, Quiiso és Ronnie Lucciano Loiusville-i rapperek, illetve producerek. A következő évben fellépett több fesztiválon is.
2017 nyarán kiadta Routine kislemezét, októberben pedig a Dark Knightot, egy videóklippel együtt. Ez lett az első kislemez Gazebo mixtape-jéről. Az album megjelenését követően egy 14 állomásból álló turnét tartott. 2018 májusában Harlow nyitóelőadó volt a Portugal. The Man indie rock-együttes turnéjának egyes koncertjein.
Miután Atlantába költözött, a Georgia State Egyetemen dolgozott, hogy legyen bevétele. Egy hónappal később bemutatták DJ Dramának. 2018 augusztusában bejelentették, hogy leszerződött az előadó kiadójával, a Generation Now-val, amely az Atlantic Records alá tartozik. Ugyanezen a napon kiadta a Sundown videóklipjét. Augusztus 17-én kiadta első nagykiadós albumát, a Loose mixtape-et. Az albumon közreműködött CyHi the Prynce, K Camp, 2forwOyNE és Taylor. 2018 novemberében turnézni kezdett, amely decemberig tartott. A Looset jelölték a Legjobb mixtape díjra a 2019 BET Hip Hop Awards díjátadón. 2019. augusztus 21-én kiadta a Thru the Night kislemezt, majd a Confetti mixtape-et.
2020 januárjában jelent meg áttörést jelentő kislemeze, a Whats Poppin. A dal nagyon sikeres lett TikTokon és a videóklipje több, mint 140 millió megtekintéssel rendelkezik. 22. születésnapján kiadta a Sweet Action középlemezt.
Májusban kiadta a Moanat G-Eazy közreműködésével. A dal a második kislemeze lett, amely szerepelt a Canadian Hot 100 slágerlistán, ezúttal a 72. helyen. 2020. június 24-én Harlow kiadta a Whats Poppin remixét DaBabyvel, Tory Lanezzel és Lil Wayne-nel. A dal 2. helyig jutott a Billboard Hot 100 listán. Augusztus 11-én szerepelt az XXL 2020-as Freshman Class listáján, amely minden évben a legjobb feltörekvő rappereket gyűjti össze.
2020. október 22-én kiadta a Tyler Herro című kislemezét, amelynek videóklipjében szerepelt az inspirációként szolgáló NBA-játékos. 2020. december 2-án bejelentette debütáló albumát, a That's What They All Sayt. Az lemez 15 számból állt és szerepelt rajta a Tyler Herro és a Whats Poppin is. A stúdióalbum  december 11-én jelent meg.
2021. március 27-én Harlow fellépett a Saturday Night Live zenei vendégeként. Az előadott dalok között volt a Tyler Herro és a Whats Poppin, illetve a Same Guy Adam Levine-nel. Ezek mellett a Without Me NFT-témájú paródiájában is.
2021. július 23-án Harlow közreműködött Lil Nas X Industry Baby kislemezén és szerepelt annak videóklipjében. A dal második helyig jutott a Billboard Hot 100-on.

## Diszkográfia

### Stúdióalbumok
| Cím                         | Részletek                                                                                                   | Slágerlista        | Slágerlista        | Slágerlista        | Slágerlista        | Slágerlista        | Slágerlista        | Slágerlista        | Slágerlista        | Slágerlista        | Slágerlista        | Minősítés          |
| Cím                         | Részletek                                                                                                   | US                 | US R&B/HH          | AUS                | BEL                | CAN                | IRE                | NLD                | NOR                | NZ                 | UK                 | Minősítés          |
| --------------------------- | --- | ------------------ | ------------------ | ------------------ | ------------------ | ------------------ | ------------------ | ------------------ | ------------------ | ------------------ | ------------------ | ------------------ |
| Thats What They All Say     | - Megjelent: 2020. december 11. - Kiadó: Generation Now, Atlantic - Formátum: digitális letöltés, streaming | 5                  | 2                  | 40                 | 136                | 7                  | 48                 | 38                 | 38                 | 19                 | 73                 | - RIAA: Arany      |
| Come Home The Kids Miss You | - Megjelenés: 2022. május 6. - Kiadó: Generation Now, Atlantic - Formátum: digitális letöltés, streaming    | Még nem jelent meg | Még nem jelent meg | Még nem jelent meg | Még nem jelent meg | Még nem jelent meg | Még nem jelent meg | Még nem jelent meg | Még nem jelent meg | Még nem jelent meg | Még nem jelent meg | Még nem jelent meg |

### MIxtape-ek
| Cím              | Részletek |
| ---------------- | --- |
| Extra Credit     | - Megjelent: 2011. június 24. - Kiadó: független - Formátums: CD, digitális letöltés                          |
| Finally Handsome | - Megjelent: 2014. november 7. - Kiadó: független - Formátums: CD, digitális letöltés                         |
| 18               | - Megjelent: 2016. június 17. - Kiadó: független - Formátums: digitális letöltés                              |
| Gazebo           | - Megjelent: 2017. november 17. - Kiadó: független - Formátums: digitális letöltés                            |
| Loose            | - Megjelent: 2018. augusztus 17. - Kiadó: Generation Now, Atlantic - Formátums: digitális letöltés            |
| Confetti         | - Megjelent: 2019. szeptember 20. - Kiadó: Generation Now, Atlantic - Formátum: hanglemez, digitális letöltés |

### Középlemezek
| Cím                 | Részletek                                                                                                  | Slágerlista | Slágerlista |
| Cím                 | Részletek                                                                                                  | US          | CAN         |
| ------------------- | --- | ----------- | ----------- |
| The Handsome Harlow | - Megjelent: 2015. november 13. - Kiadó: sonaBLAST! - Formátum: CD, digitális letöltés                     | —           | —           |
| Sweet Action        | - Megjelent: 2020. március 13. - Kiadó: Generation Now, Atlantic - Formátum: digitális letöltés, streaming | 20          | 15          |

### Kislemezek

#### Szólóelőadóként
| Cím                                                                              | Év   | Slágerlista | Slágerlista | Slágerlista | Slágerlista | Slágerlista | Slágerlista | Slágerlista | Slágerlista | Slágerlista | Minősítések | Album                                                  |
| Cím                                                                              | Év   | US          | US R&B/HH   | AUS         | CAN         | IRE         | NZ          | SWE         | SWI         | UK          | Minősítések | Album                                                  |
| -------------------------------------------------------------------------------- | ---- | ----------- | ----------- | ----------- | ----------- | ----------- | ----------- | ----------- | ----------- | ----------- | --- | ------------------------------------------------------ |
| It's Pointless                                                                   | 2014 | —           | —           | —           | —           | —           | —           | —           | —           | —           | | Finally Handsome                                       |
| Cruisin' (Kal Weinstein közreműködésével)                                        | 2014 | —           | —           | —           | —           | —           | —           | —           | —           | —           | | Finally Handsome                                       |
| Every Night                                                                      | 2015 | —           | —           | —           | —           | —           | —           | —           | —           | —           | | The Handsome Harlow                                    |
| Never Woulda Known (Johnny Spanish közreműködésével)                             | 2016 | —           | —           | —           | —           | —           | —           | —           | —           | —           | | 18                                                     |
| Ice Cream                                                                        | 2016 | —           | —           | —           | —           | —           | —           | —           | —           | —           | | 18                                                     |
| Hitchcock                                                                        | 2017 | —           | —           | —           | —           | —           | —           | —           | —           | —           | | nem jelent meg albumon                                 |
| Routine                                                                          | 2017 | —           | —           | —           | —           | —           | —           | —           | —           | —           | | Gazebo                                                 |
| Dark Knight                                                                      | 2017 | —           | —           | —           | —           | —           | —           | —           | —           | —           | | Gazebo                                                 |
| Sundown                                                                          | 2018 | —           | —           | —           | —           | —           | —           | —           | —           | —           | | Loose                                                  |
| Thru the Night (Bryson Tiller közreműködésével)                                  | 2019 | —           | —           | —           | —           | —           | —           | —           | —           | —           | - MC:Aranylemez | Confetti                                               |
| Whats Poppin (szóló vagy remix DaBaby, Tory Lanez és Lil Wayne közreműködésével) | 2020 | 2           | 2           | 8           | 4           | 13          | 6           | 46          | 33          | 25          | - RIAA: 6× Platinalemez - ARIA: 4× Platinalemez - BPI:Platinalemez - MC: 8× Platinalemez - RMNZ:Platinalemez | Sweet Action és Thats What They All Say                |
| Moana (G-Eazy-vel)                                                               | 2020 | —           | —           | —           | 72          | —           | —           | —           | —           | —           | | nem jelent meg albumon                                 |
| Automatic                                                                        | 2020 | —           | —           | —           | —           | —           | —           | —           | —           | —           | | Madden NFL 21                                          |
| Tyler Herro                                                                      | 2020 | 34          | 11          | 68          | 27          | 38          | —           | —           | 82          | —           | - RIAA:Platinalemez - MC: 2× Platinalemez | Thats What They All Say                                |
| Way Out (Big Sean közreműködésével)                                              | 2020 | 74          | 18          | —           | 51          | 77          | —           | —           | —           | —           | - RIAA:Aranylemez | Thats What They All Say                                |
| Already Best Friends (Chris Brown közreműködésével)                              | 2021 | —           | —           | —           | —           | —           | —           | —           | —           | —           | - MC:Aranylemez | Thats What They All Say                                |
| Killer (Remix) (Eminemmel és Cordaevel)                                          | 2021 | 62          | 21          | 92          | 37          | 64          | —           | —           | —           | 77          | | nem jelent meg albumon                                 |
| I Won (Ty Dolla Signnal és 24kAranynnal)                                         | 2021 | —           | —           | —           | —           | —           | —           | —           | —           | —           | | F9: The Fast Saga (Original Motion Picture Soundtrack) |
| Industry Baby (Lil Nas X-szel)                                                   | 2021 | 1           | 1           | 4           | 3           | 2           | 1           | 8           | 4           | 3           | - RIAA: 4× Platinalemez - ARIA: 4× Platinalemez - BPI:Platinalemez - IFPI DEN:Platinalemez - IFPI NOR:Platinalemez - IFPI SWI: 2× Platinalemez - MC: 3× Platinalemez - RMNZ: 2× Platinalemez - SNEP:Gyémántlemez | Montero                                                |
| SUVs (Black on Black) (Pooh Shiestyvel)                                          | 2021 | 67          | 21          | —           | 46          | —           | —           | —           | —           | —           | - RIAA:Aranylemez | nem jelent meg albumon                                 |
| Nail Tech                                                                        | 2022 | 18          | 4           | 22          | 11          | 28          | 26          | —           | —           | 55          | | Come Home The Kids Miss You                            |
| First Class                                                                      | 2022 | 1           | 1           | 1           | 1           | 2           | 1           | 3           | 2           | 2           | - RMNZ:Aranylemez | Come Home The Kids Miss You                            |

#### Közreműködő előadóként
| Cím                                                                               | Év   | Slágerlista | Album                  |
| Cím                                                                               | Év   | NZHot       | Album                  |
| --------------------------------------------------------------------------------- | ---- | ----------- | ---------------------- |
| Tap In (Remix) (Saweetie; DaBaby, Post Malone és Jack Harlow közreműködésével)    | 2020 | 11          | Pretty Bitch Music     |
| Pussy Talk (Remix) (City Girls; Jack Harlow, Quavo és Lil Wayne közreműködésével) | 2020 | —           | Nem jelent meg albumon |
| Hot Boy Bling (French Montana; Jack Harlow és Lil Durk közreműködésével)          | 2021 | —           | CB5                    |
| Body (Remix) (Russ Millions és Tion Wayne featuring Jack Harlow)                  | 2021 | —           | Nem jelent meg albumon |

### További slágerlistán szereplő dalok
| Cím                                                         | Év   | Slágerlista | Slágerlista | Slágerlista | Album                   |
| Cím                                                         | Év   | USBub.      | CAN         | NZHot       | Album                   |
| ----------------------------------------------------------- | ---- | ----------- | ----------- | ----------- | ----------------------- |
| Face of My City (Lil Baby közreműködésével)                 | 2020 | 7           | 93          | 15          | Thats What They All Say |
| Luv Is Dro (Static Major és Bryson Tiller közreműködésével) | 2020 | —           | —           | 37          | Thats What They All Say |

## Díjak és jelölések
| Év   | Díjátadó               | Munka/Jelölt  | Kategória               | Eredmény | For.   |
| ---- | ---------------------- | ------------- | ----------------------- | -------- | ------ |
| 2021 | 63. Grammy-gála        | Whats Poppin  | Legjobb rapteljesítmény | Jelölve  | [ 60 ] |
| 2021 | Billboard Music Awards | Önmaga        | Legjobb új előadó       | Jelölve  | [ 61 ] |
| 2021 | Billboard Music Awards | Whats Poppin  | Legjobb streaming dal   | Jelölve  | [ 61 ] |
| 2021 | Billboard Music Awards | Whats Poppin  | Legjobb közreműködés    | Jelölve  | [ 61 ] |
| 2021 | Billboard Music Awards | Whats Poppin  | Legjobb dal             | Jelölve  | [ 61 ] |
| 2021 | MTV Video Music Awards | Industry Baby | A nyár dala             | Jelölve  | [ 62 ] |

## További információ
- Hivatalos oldal
- Jack Harlow a Facebookon
- Jack Harlow az Internet Movie Database-ben (angolul)
- Jack Harlow a Rotten Tomatoeson (angolul)